# San Pedro (San Pedro de Viana)
San Pedro ist eine Ansiedlung in der Parroquia San Pedro de Viana im Municipio (galicisch Concello) Chantada (Comarca Chantada, Provinz Lugo, Autonome Gemeinschaft Galicien).

## Lage und Infrastruktur
San Pedro befindet sich ca. 700 m ostwärts von Axulfe und ist von dort aus über eine kleine Straße (Streckenlänge ca. 1,1 km) erreichbar. Ca. 800 m ostsüdöstlich befindet sich die Ortschaft O Solar, die über die kleine 1,5 km lange Verbindungsstraße erreichbar ist. Südsüdwestlich liegt als nächste Ortschaft in ca. 1 km Entfernung Viana. In nördlicher Richtung ist der nächste auf dem Landweg erreichbare Ort Comezo (ca. 1,4 km nordwestlich gelegen).
Umgeben ist San Pedro von Landwirtschaftsflächen.